# متحف فاسا
متحف فاسا (بالسويدية: Vasamuseet) هو متحف بحري في ستوكهولم في السويد. يقع المتحف في جزيرة ديورغاردن. يعرض المتحف السفينة الوحيدة من القرن السابع عشر التي تم إنقاذها وهي في حالة شبه كاملة، ألا وهي السفينة الحربية فاسا ذات ال64 مدفعا، والتي غرقت في رحلتها الأولى عام 1628. افتتح متحف فاسا في عام 1990، ووفقا للموقع الرسمي هو المتحف الأكثر زيارة في الدول الإسكندنافية. يتبع المتحف مع متاحف أخرى مثل متحف ستوكهولم البحري إلى المتاحف البحرية الوطنية السويدية.

## التاريخ
بلغ عدد زوار فاسا حتى اليوم أكثر من 25 مليون زائر. في عام 2008 وحده، بلغ مجموع الزائرين 1,143,404.
عمل المتحف على نشر تقرير من 8 مجلدات لإحياء الذكرى الخمسين لانتشال السفينة. تم نشر المجلد الأول فاسا: آثار سفينة حربية سويدية من 1628 في نهاية عام 2006.
كما يضم المتحف أربعة سفن أخرى راسية في الميناء الخارجي: كسارة الجليد سانكت إريك (دشنت عام 1915) والمنارة العائمة فينغرونديت (1903) وقارب توربيد سبيكا (1966) وقارب الإنقاذ برنهارد إنغلسون (1944).

## معرض الصور

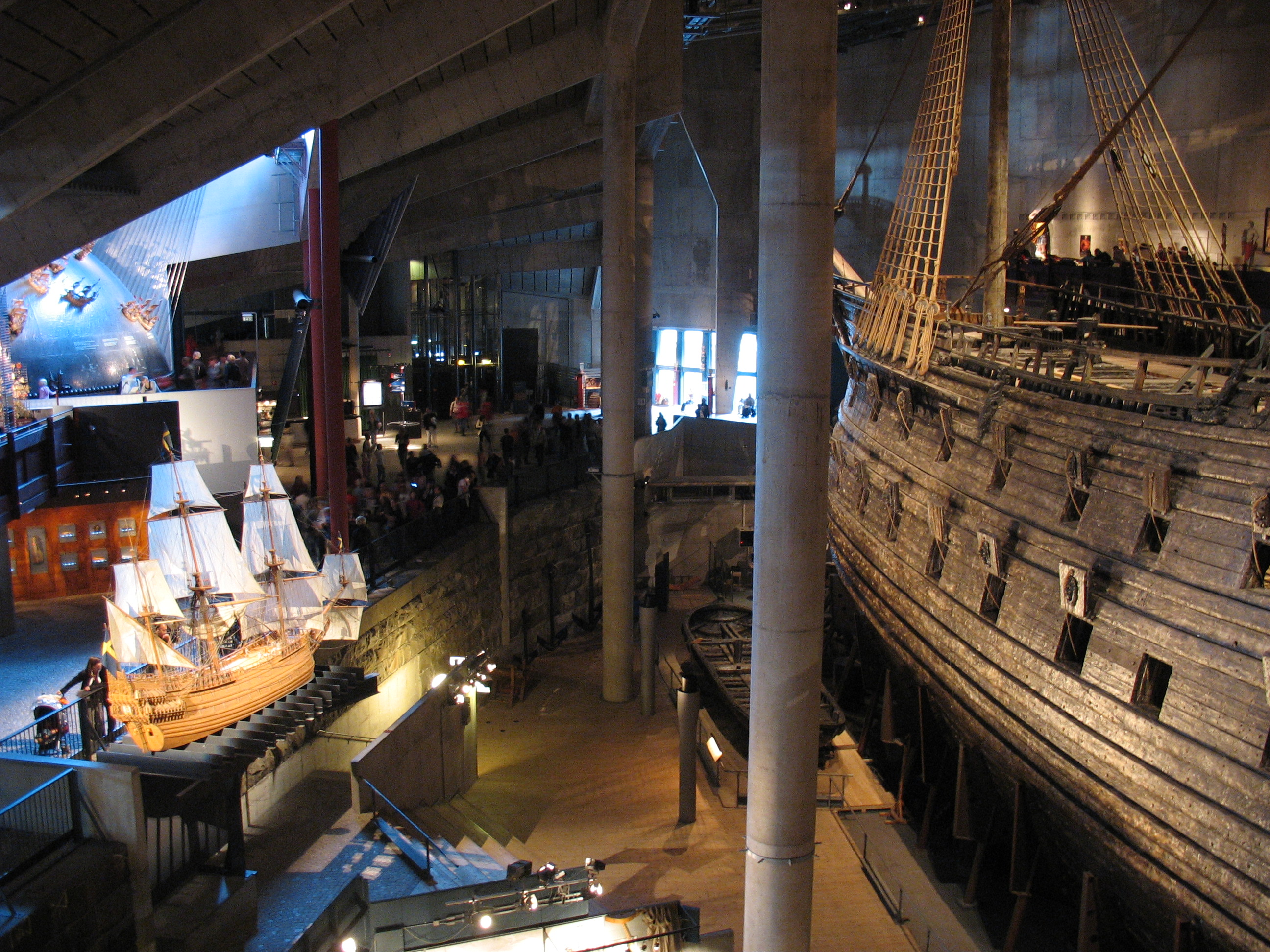
القاعة الرئيسية للمتحف مع نموذج من ستوكهولم إلى اليسار و السفينة نفسها إلى اليمين.
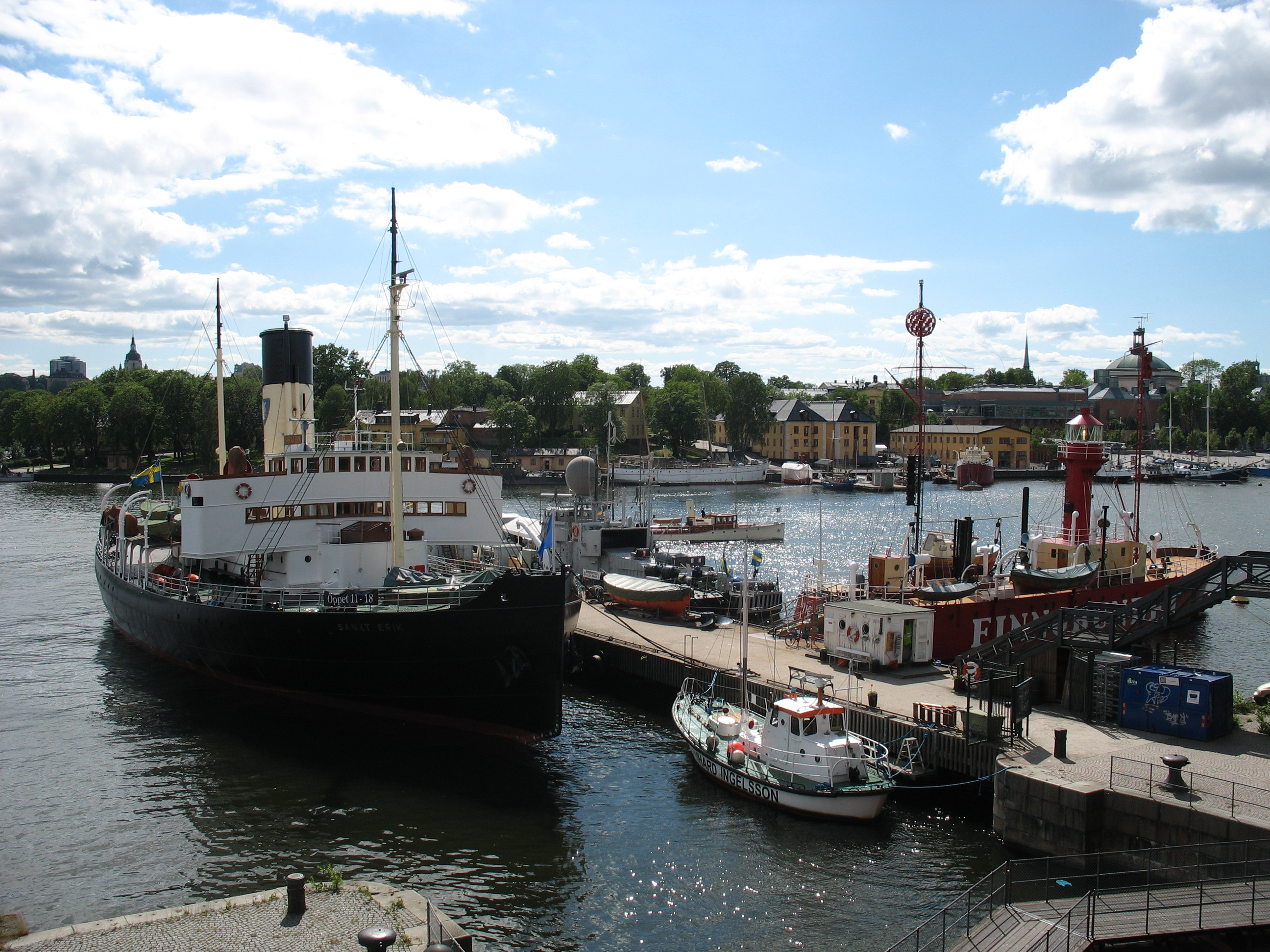
أربعة العائمة متحف السفن الراسية خارج مدينة ستوكهولم.
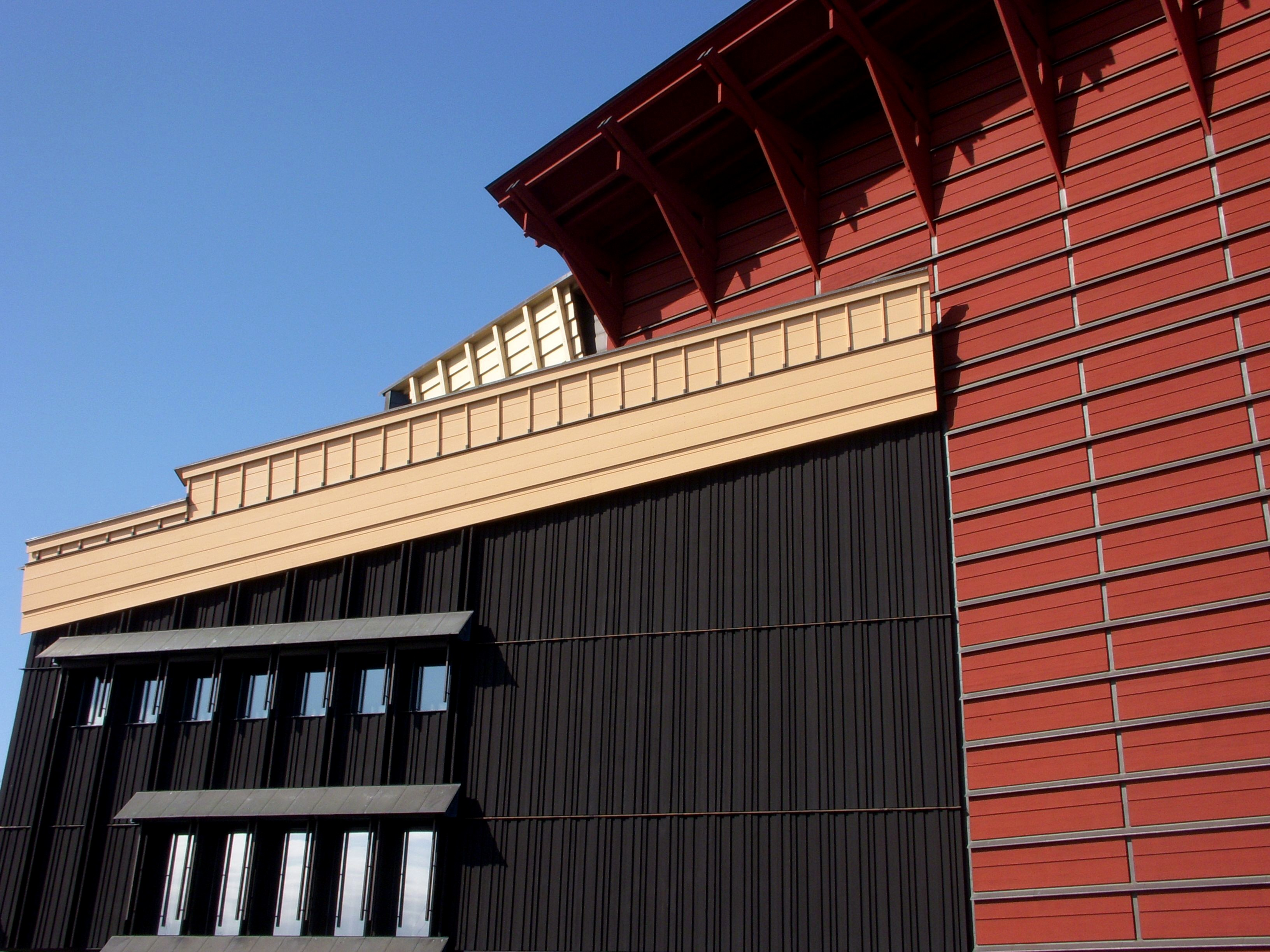
الخارجي التفاصيل.
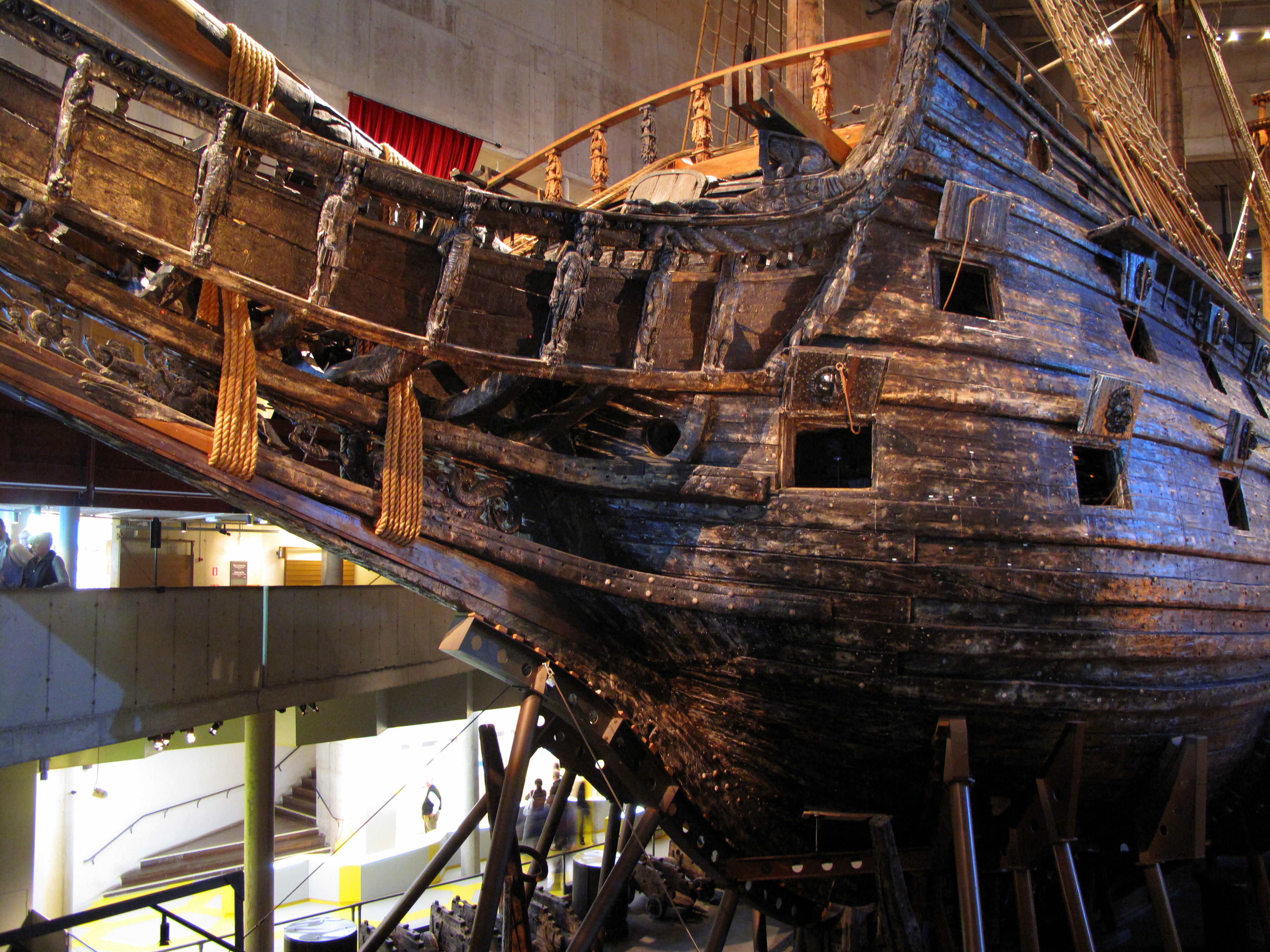
سفينة حربية ستوكهولم, القوس الجانب
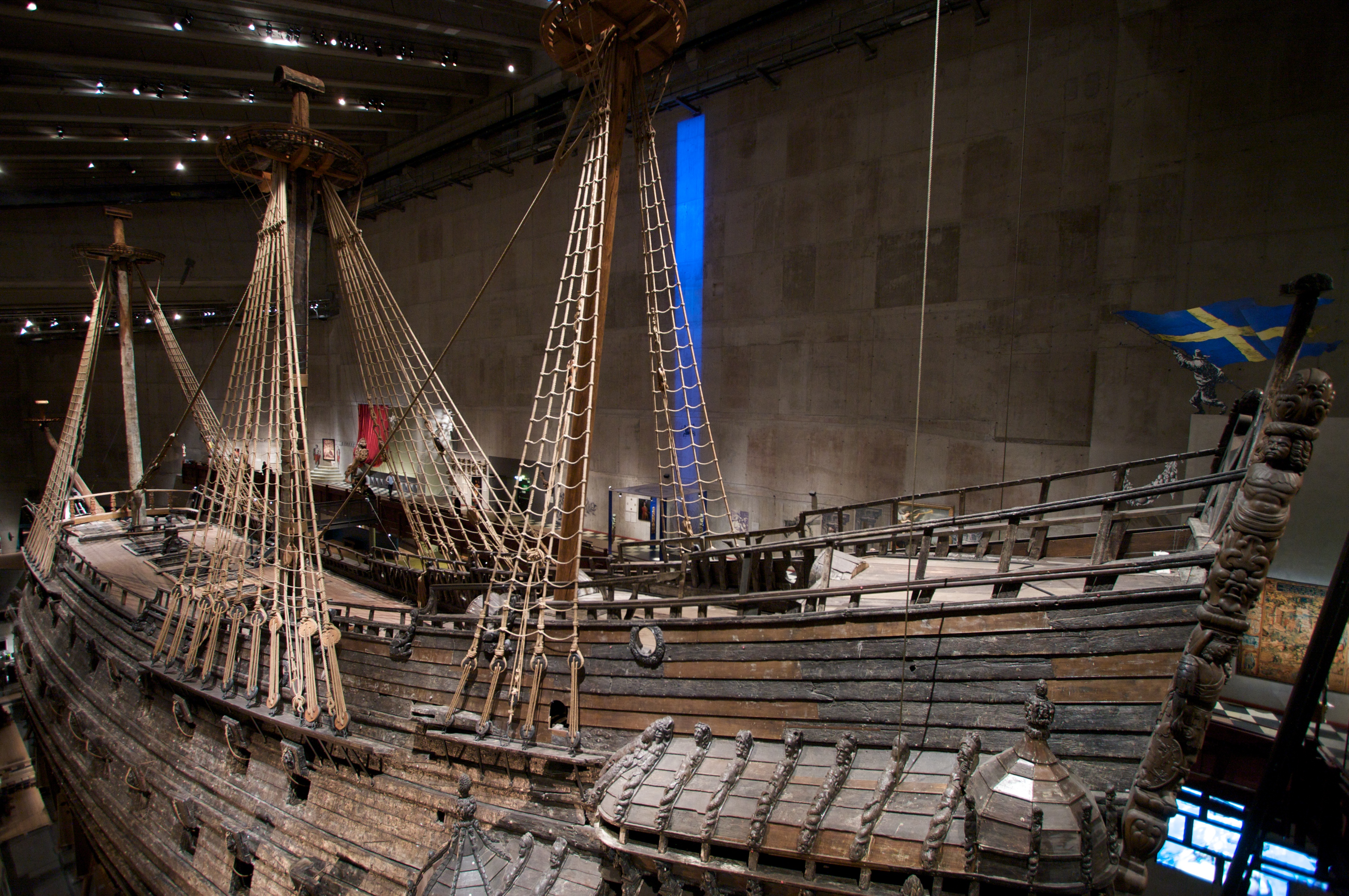
السفينة فاسا الخلف عرض
- الفيديو Vasa السفينة داخل المتحف